# Synagoge (Arnstein)

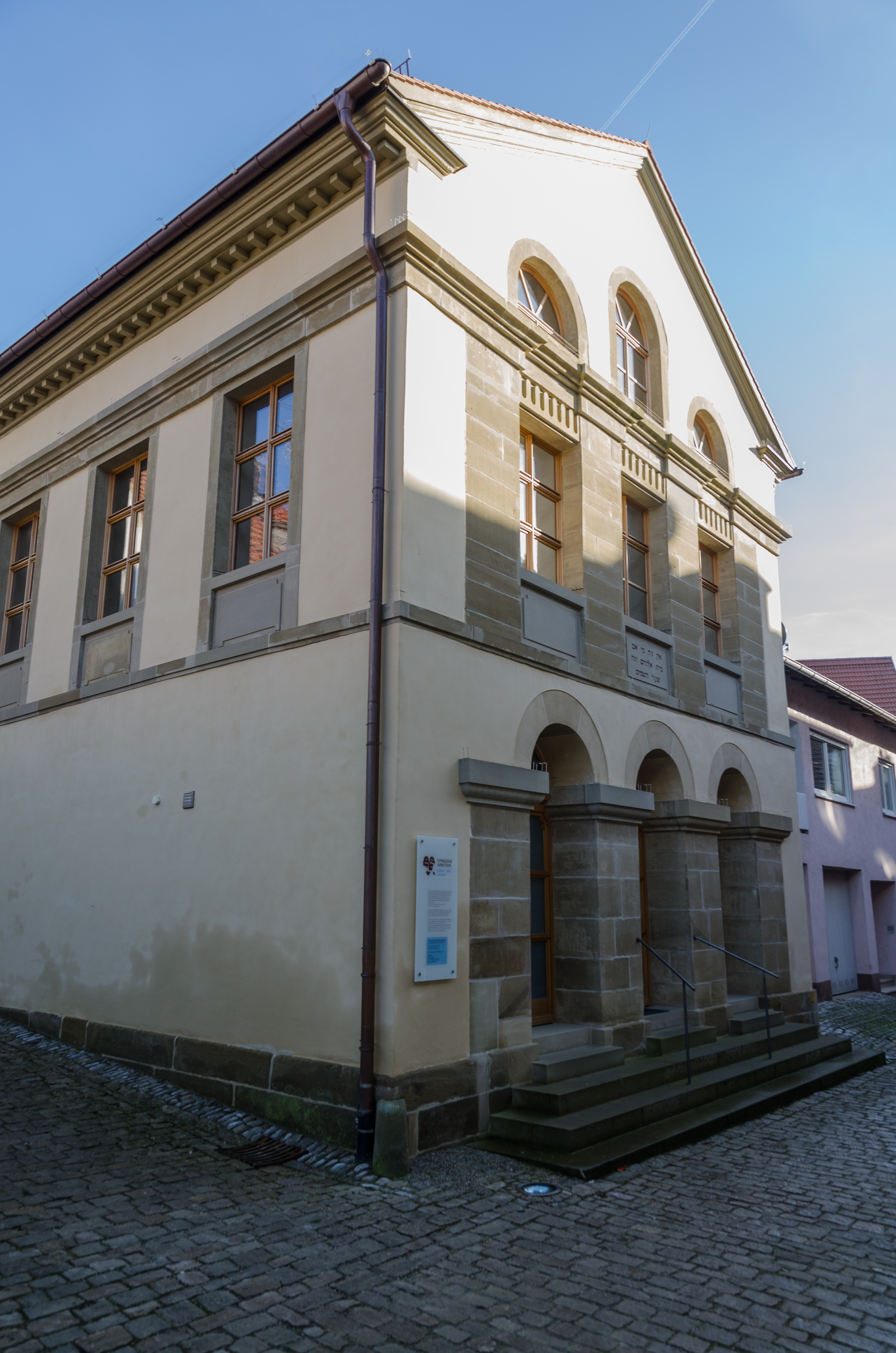
Ehemalige Synagoge in Arnstein

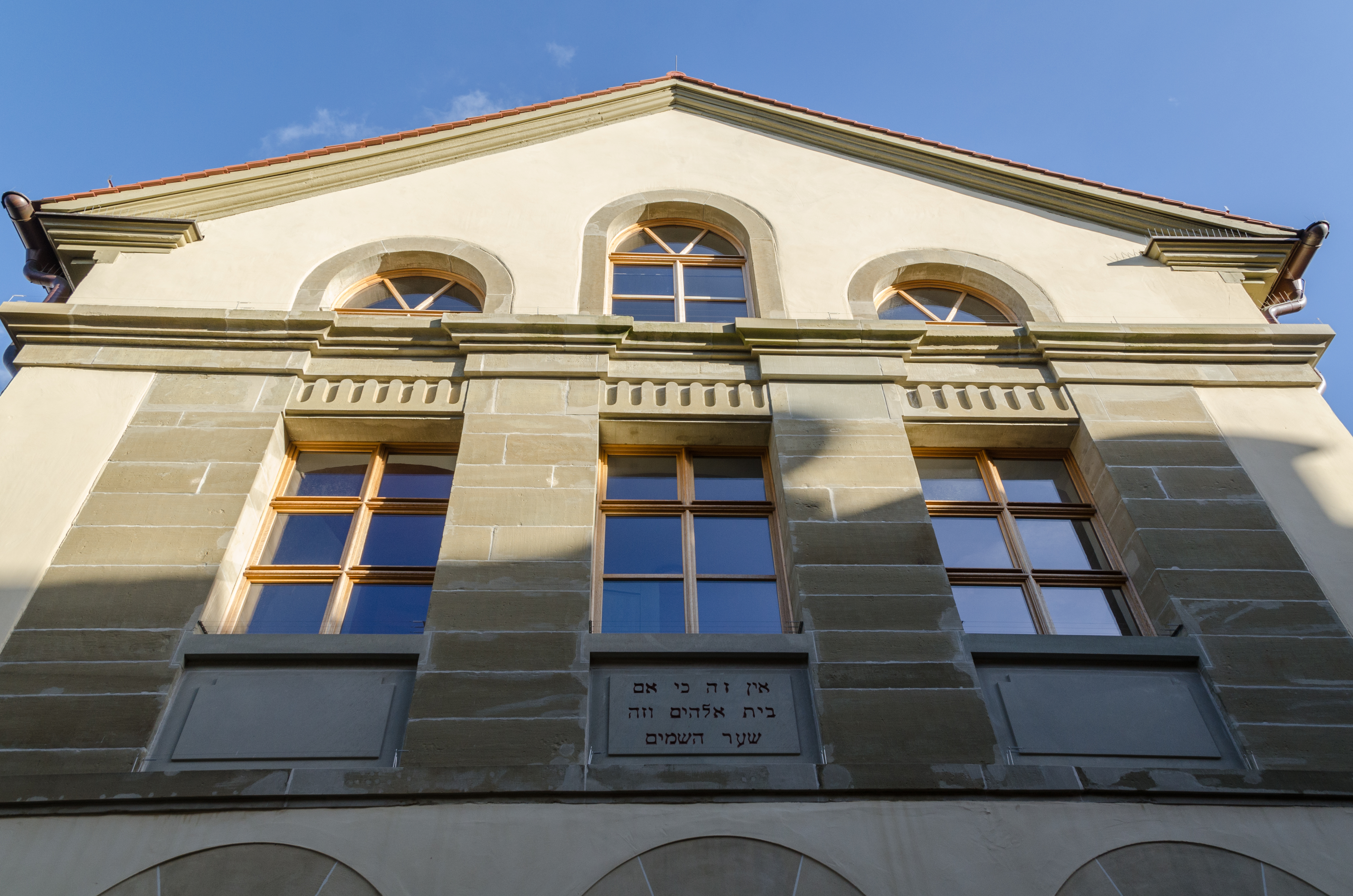
Fassade

Die Synagoge in Arnstein, einer Stadt im unterfränkischen Landkreis Main-Spessart in Bayern, wurde 1819 errichtet. Die profanierte Synagoge in der Goldgasse 28 ist ein geschütztes Baudenkmal.

## Geschichte
Die 1819 im klassizistischen Stil erbaute Synagoge wurde 1869, 1905 (im Jugendstil) und 1934 renoviert. Bei der letzten Renovierung 1934 wurde als Portalinschrift Genesis 28,17 in Hebräisch angebracht. Übersetzung: Hier ist nichts anderes als Gottes Haus und hier ist die Pforte zum Himmel.
Auf Grund der schnell zurückgehenden Mitgliederzahl konnte Anfang des 20. Jahrhunderts kein Minjan mehr zustande kommen. Im April 1938 wurden das Synagogengebäude sowie das Schulhaus an den Nachbarn Willi Popp verkauft. Die Ritualien kamen teilweise nach Schweinfurt, wo sie beim Novemberpogrom 1938 zerstört wurden.
Nach 1945 kam das Gebäude nach Abschluss des Restitutionsverfahrens über die Jewish Restitution Successor Organization (JRSO) in Privatbesitz und wurde 1954 zu einem Wohn- und Geschäftshaus umgebaut. Seit 1979 wurde das Gebäude als Lagerhaus verwendet. Im Jahr 1994 wurde das Gebäude von der Stadt Arnstein erworben. Mit der Restaurierung der ehemaligen Synagoge konnte erst Ende 2008 begonnen werden. Die früheren Umbauten hatten das Erscheinungsbild der Synagoge stark verändert. Die Sanierungsmaßnahmen führten zur Wiederherstellung der Emporen und Ergänzung der Treppe.
Am 8. Juni 2012 konnte die renovierte Synagoge eröffnet werden, die als Kultur- und Lernort dient. Eine Dauerausstellung ist zum Thema Landjudentum in Unterfranken zu sehen.

## Beschreibung
Der zweieinhalbgeschossige Satteldachbau mit Sandsteingliederung befindet sich in Ecklage. Die Fassade im Erdgeschoss besitzt eine Pfeilerarkade mit Dreiecksgiebel und rundbogigen Fenstern.